# Wiens Wiesenthal Institut for Holocaust Studier
Wiens Wiesenthal Institut for Holocaust Studier (VWI) er et forskningscenter dedikeret til forskning, dokumentation og undervisning indenfor alle aspekter af antisemitisme, racisme og Holocaust, herunder deres oprindelse og eftervirkninger. Det blev udformet af Simon Wiesenthal og internationale og østrigske forskere. Instituttet befinder sig i Wien. Det er finansieret af byen Wien og af det Østrigske Ministerium for Videnskab, Forskning og Økonomi.

## Historie
Det jødiske samfund i Wien (Israelitische Kultusgemeinde Wien, IKG) og flere andre kendte institutioner påbegyndte etableringen af et internationalt forskningsinstitut i Wien i 2002. Simon Wiesenthal var personligt involveret i udformningen af instituttets koncept indtil sin død i 2005.
I december 2002 bekræftede byen Wien at den ville yde finansiel støtte til projektet i partnerskab med Den Østrigske Republik. I marts 2008 blev støtte fra Den Østrigske Republik endeligt bekræftet. Herefter fulgte etableringen af instituttets kontorer som åbnede i foråret 2009.
Årene 2010-2011 opbyggedes et specialiseret forskningsbibliotek og et arkiv baseret på Holocaust-relevante dokumenter fra IKG- arkiverne, såvel som praksisser vedrørende forskellige former for offentlige foranstaltninger, såsom forelæsninger, bogpræsentationer, konferencer og workshops og indslag i medierne. Dette er blevet fulgt af et forskningsprogram og en udviklingsplan for instituttet.
I efteråret 2016 flyttede VWI til sine nye lokaler i Wiens centrum, Rabensteig 3.

## Organisation

### Støtteforening
VWIs støtteforening blev dannet af det jødiske samfund i Wien, Jewish Documentation Center (Dokumentationszentrum des Bundes Jüdischer Verfolgter des Naziregimes), Documentation Centre of Austrian Resistance (Dokumentationsarchiv des österreichischen Widerstandes DÖW), Institute of Contemporary History at the University of Vienna (Institut für Zeitgeschichte der Universität Wien), Institute of Conflict Research (Institut für Konfliktforschung), Jewish Museum Vienna og International Research Centre for Cultural Studies (Internationales Forschungszentrum Kulturwissenschaften, IFK). Som følge af uenighed omkring tilladelse til brugen af det jødiske samfunds arkiver forlod Institute of Conflict Research og IFK støtteforeningen i november 2009 og deres repræsentanter trak sig tilbage fra VWIs bestyrelse.
Den nye bestyrelse underskrev i november 2009 en låneaftale vedrørende Holocaust relevant materiale i IKG arkiverne, således som dette var blevet planlagt af den oprindelige bestyrelse. Derefter blev International Holocaust Remembrance Alliance og Centre for Jewish Cultural History at the University of Salzburg (Zentrum für jüdische Kulturgeschichte, Universität Salzburg) en del af støtteforeningen i begyndelsen af 2010. Udviklingen af instituttet blev fortsat skridt for skridt i overensstemmelse med den oprindelige plan og med ankomsten af de første fellows i efteråret 2012 startede instituttet sit fulde virke.

### Bestyrelsen
Bestyrelsen for VWI udnævnes af støtteforeningen. Den har den største beslutningsdygtighed vedrørende organisatoriske aspekter.
Anton Pelinka var den første formand for bestyrelsen og historiker og filosof Ingo Zechner VWI's var VWIs første administrerende direktør. I november 2009 efter en konflikt om brug af IKGs arkiver (som efter planen skulle indgå i VWI) trådte flere medlemmer ud af bestyrelsen og den administrerende direktør trådte tilbage. Under den nye bestyrelsesformand, juraprofessor ved Salzburg Universitet, Georg Graf og viceformænd Brigitte Bailer-Galanda og Ariel Muzicant blev konflikten – som blev dokumenteret gennem de østrigske medier – endeligt afsluttet, og en kontrakt om brug af arkiverne som allerede var udarbejdet af den tidligere bestyrelse sammen med IKG blev underskrevet.
I januar 2010 blev Béla Rásky, historiker fra Wien, VWIs nye administrerende direktør. Oktober 2012 blev sociolog Éva Kovács fra Centre of Social Studies ved Hungarian Academy of Sciences direktør for instituttets forskningsprogram.
Den internationale akademiske rådgivende komite er en nøgleaktør i alle akademiske anliggender. Komiteen består af mindst 12 internationalt kendte eksperter af hvilke mindst 9 skal være aktive i udlandet og højst tre må være fra østrigske akademiske institutioner. Der lægges specielt vægt på at komiteen er tværfaglig. Medlemmer og ansatte hos medlemmer af støtteforeningen kan ikke være del af den akademiske rådgivende komite. Den internationale akademiske rådgivende komite vælges for tre år ad gangen på generalforsamlingen, ligesom bestyrelsen.
I efteråret 2014 var medlemmerne af komiteen som følger (i alfabetisk orden):
- Jolanta Ambrosewicz-Jacobs (Uniwersytet Jagielloński, Kraków)
- Peter Black (United States Holocaust Memorial Museum)
- Gustavo Corni (Università degli Studi di Trento)
- Susanne Heim (Institute of Contemporary History, Munich-Berlin)
- Robert Graham Knight (Loughborough University, Leicestershire)
- Dan Michman (International Institute for Holocaust Research, Yad Vashem, Jerusalem; Bar-Ilan University, Ramat Gan)
- Anthony Dirk Moses (European University Institute, Florence)
- Robert Jan van Pelt (School of Architecture, University of Waterloo, Ontario)
- Dieter Pohl (University of Klagenfurt)
- Irina Sherbakova (Memorial[1], Moscow)
- Sybille Steinbacher (University of Vienna)
- Dominique Trimbur (Fondation pour la Mémoire de la Shoah)

## Aktiviteter
VWIs aktiviteter tilhører tre kategorier, forskning, dokumentation og uddannelse. Indenfor disse kategorier arbejder instituttet med alle spørgsmål relateret til antisemitisme, racisme og Holocaust, herunder dets oprindelse og eftervirkninger.
Forskning ved VWI er international og tværfaglig. Den antager to former: på den ene side er der et årligt fellowship program for senior, forsknings og junior fellows, medens der på den anden side igangsættes forskningsprojekter af forskellig varighed. Flere forskningsprojekter vedrørende antisemitismens historie og Holocaust er allerede blevet udarbejdet af direktøren for forskningsprogrammet, den administrerende direktør og instituttets medarbejdere med støtte fra den rådgivende akademiske komite og sendt i ansøgning.
Siden november 2010 har VWI været medlem af konsortiet for EU projektet „European Holocaust Research Infrastructure – EHRI“ som gik ind i sin anden fase i slutningen af 2014.
Formålet med VWIs dokumentationsprojekt er at forene tematisk relevante men hidtil adskilte arkivmaterialer, sikre deres beståen og gøre dem tilgængelige for søgeredskaber. Et første skridt i den retning er blevet taget i form af samarbejde omkring realiseringen af online platformen "ns-quellen.at" som er kommissioneret af “Research Office. Association for Academic and Cultural Services” (Forschungsbüro. Digitalisering af de Holocaust relevante dele af IKG arkiverne begyndte i september 2010 med arbejdet på det såkaldte Jerusalem materiale. Dette arbejde udføres vha. softwaret „scopeArchiv“. VWIs videnskabelige bibliotek omfatter omkring 10,000 bind på nuværende tidspunkt og koncentrerer sig om bøger indenfor Holocaust studier som ikke er tilgængelige i Østrig. Instituttets bibliotek er et offentligt referencebibliotek. Bibliotekets katalog kan søges via Austrian joint library system (OBV).
Siden efteråret 2012 har instituttet været vært for to senior, to forsknings og fire juniorfellows om året. Opslag om fellowships publiceres normalt i slutningen af kalenderåret. Beslutninger træffes af en undergruppe af den rådgivende akademiske komite og en forskningsmedarbejder fra VWI hvert forår.
I efteråret 2014 er instituttets e-Journal "S:I.M.O.N. - Shoah: Intervention. Methods. DocumentatiON." - gået online. Det publicerer manuskripter fra Simon Wiesenthal Lectures, og artikler udvalgt af Forlagskommiteen. VWI's nye bogserie vil blive publiceret af det lokale forlag new academic press.
Instituttets tysksprogede halvårlige "VWI im Fokus" informerer om alle nye foranstaltninger og aktiviteter.

## Foranstaltninger
For at opnå sit mål vedrørende uddannelse organiserer VWI foranstaltninger såsom bogpræsentationer, medie og eller kunstindslag i det offentlige rum til erindring om Holocaust. Et udstillingscenter og en online platform er under planlægning.
„Simon Wiesenthal Lectures“ serien som er blevet en VWI trademark foranstaltning har til formål at bringe ny Holocaust forskning ud til et bredere publikum vha. kendte internationale forskere. De foregår ca. hver anden måned på foyeren i tagetagen af de Østrigske Statsarkiver på Minoritenplatz i Wien.
I slutningen af kalenderåret, organiserer VWI den årlige "Simon Wiesenthal Conference": I 2011 var konferencens emne "Scores of Commemoration. The Holocaust in Music", og i 2012, "Before the Holocaust had its Name. Early Confrontations of the Mass Murder of the Jews". In 2013, var VWI – sammen med United States Holocaust Memorial Museum- vært for Simon Wiesenthal Conference med titlen "Collaboration in Eastern Europe during World War II and the Holocaust".